# André Castelot
André Castelot, pseudonimo di André Storms (Anversa, 23 gennaio 1911 – Neuilly-sur-Seine, 18 luglio 2004), è stato un giornalista, scrittore e biografo francese.

## Biografia
Era figlio del pittore Maurice Chabas e di Gabrielle Storms-Castelot. Suo fratello era l'attore Jacques Castelot.
Ha studiato a Parigi e lì ha assunto il cognome di sua madre Gabrielle, di nazionalità francese e lei stessa scrittrice, che lo iniziò allo studio della storia con delle visite alla reggia di Versailles. Secondo la testimonianza di un collega, Castelot era un uomo «molto generoso, modesto e gentile. E che amava i giovani, il che è raro in quest'ambiente».
Durante l'occupazione, ha collaborato a La Gerbe, un giornale politico e letterario della repubblica di Vichy, fondato da Alphonse de Chateaubriant. Convinto collaborazionista, Chateaubriant fu condannato dalla Liberazione, mentre per Castelot non ci furono conseguenze.
Direttore e fondatore nel 1947 della collezione Presenze della Storia (pubblicato da Perrin), Castelot amava definirsi "scrittore e giornalista dal 1935", aveva collaborato per molti giornali e periodici come Le Figaro, le Midi libre, Historia e Histoire Magazine. Ha scritto principalmente nella sua residenza di campagna a Port-Mort, un paese dell'Eure, vicino a Gaillon.
Autore di più di sessantacinque biografie e saggi storici sui grandi personaggi della Storia, in modo particolare dei secoli XVI, XVIII e XIX, Castelot, insieme al suo miglior amico e collaboratore, lo scrittore Alain Decaux, ha cofondato e co-prodotto nel 1951, la trasmissione radiofonica settimanale di France Inter La Tribune de l'Histoire ("La tribuna della storia"), con un gran successo di ascolti mai cessato sino alla sua chiusura nel 1997. Sulla televisione nazionale, i due scrittori avevano anche presentato tra il 1956 e il 1966, la serie Énigmes e il programma La caméra explore le temps, realizzata da Stellio Lorenzi.
Ha scritto anche spettacoli Son et lumière (spettacoli serali da rappresentare in luoghi storici, con effetti luce e colonna sonora), principalmente per i castelli di Chambord e Compiègne, e nel 1984 ha presentato al teatro del Palais-Royal la rievocazione Francesco I il Magnifico. Ha anche collaborato insieme al regista e attore Robert Hossein in Jésus était son nom (Gesù era il suo nome) e in Je m'appelais Marie-Antoinette (Mi chiamavo Maria Antonietta). Insieme a Decaux, ha sceneggiato L'Autrichienne, un film che ricostruisce con accuratezza gli ultimi giorni di vita e il processo della regina Maria Antonietta.
La sua biografia di Napoleone II è la prima a utilizzare le lettere scoperte in un baule nascosto in una soffitta di Vienna (9000 lettere), indirizzate all'imperatrice Maria Luisa d'Austria, seconda moglie di Napoleone Bonaparte e madre di Napoleone II.
Castelot ha vinto quattro volte il Prix d'Académie dell'Académie française: nel 1951, nel 1952, nel 1954 e l'ultima nel 1984 per il complesso della sua opera.
È stato un membro del movimento L'Unité Capétienne.

## Filmografia parziale
- Le evasioni celebri (Les évasions célèbres) - serie TV, episodio 1x01 (1972)
- L'Autrichienne, regia di Pierre Granier-Deferre (1990)

## Opere
- Louis XVII: L’énigme résolue, Librairie Perrin, 1948
- Le Secret de Madame Royale, SFELT, 1949
- Philippe Égalité, le prince rouge, Librairie Perrin, 1951,
- Dans l'ombre de l'histoire. Souvenirs du prince de Faucigny-Lucinge, André Bonne, 1951
- Marie-Antoinette, Librairie Perrin, 1953
- (FR) L'Aiglon. Napoléon II, Librairie Perrin, 1959.
- La Famille Bonaparte, Librairie Perrin, 1960
- Vers l'exil, Librairie Perrin, 1962
- Joséphine, Librairie Perrin, 1965, prix du Plaisir de lire, destins hors séries de l'histoire 1966
- Bonaparte, Librairie Perrin, 1967
- Napoléon, Librairie Perrin, 1968
- Napoléon et l'amour, Club de la Femme, 1968
- La Duchesse de Berry ou la Mère persécutée, Parigi, 1969
- Napoléon III (2 volumes), Librairie Perrin, 1974, prix des Ambassadeurs
- My Friend Lafayette - Mon Ami Washington, Librairie Perrin, 1975
- Maximilien et Charlotte du Mexique: La Tragédie de l'ambition, Librairie Perrin, 1977
- Talleyrand ou le Cynisme, Librairie Perrin, 1980
- François I, Librairie Perrin, 1985
- Henri IV, le passionné, Librairie Perrin, 1986, grand prix de la ville de Parigi
- La Révolution Française, Ed. Perrin, Parigi, 1987
- Charles X: La Fin d’un monde, Parigi, Perrin, 1988
- Madame du Barry, Librairie Perrin, 1989
- Fouché, le double jeu, Librairie Perrin, Parigi, 1990
- La campagne de Russie 1812, Librairie Perrin, Parigi, 1991
- Napoléon raconté aux enfants, Librairie Perrin, Parigi, 1992
- Louis-Philippe, le méconnu, Librairie Perrin, Parigi, 1993
- La Reine Margot, Librairie Perrin, 1994
- Marie de Médicis: Les Désordres de la passion, Librairie Perrin, 1995
- Madame de Maintenon, la reine secrète, Ed. Perrin, Parigi, 1996
- Diane, Henri, Catherine: Le Triangle Royal, Ed. Perrin, Parigi, 1997
- Les Grandes Heures des cités et châteaux de la Loire, Ed. Perrin, Parigi, 1997
- Marie Louise, impératrice malgré elle, Ed. Perrin, Parigi, 1998

### Opere tradotte in italiano
- Maria Antonietta da documenti inediti, traduzione di L.G. Tenconi, Milano, Rizzoli, 1954.
- Il Natale di Carlo Magno, Janus, 1973.
- La diplomazia del cinismo. La vita e l'opera di Talleyrand l'inventore della politica degli equilibri dalla Rivoluzione francese alla Restaurazione, Milano, Rizzoli, 1982. - Res Gestae, 2014, ISBN 978-88-6697-073-6.
- 1789-1795: cronaca della Rivoluzione francese, traduzione di G. Chierici Palmerio, Milano, Mursia, 1989, ISBN 978-88-4250-185-5.
- Jeanne du Barry. Ascesa e caduta di una favorita, traduzione di G. Re Bernardinis, Milano, Mursia, 1992, ISBN 978-88-4251-317-9.
- Regina Margot. Una vicenda umana tra fasto, amore, crudeltà, guerre di religione e esilio, Collana Saggi stranieri, Milano, Rizzoli, 1994, ISBN 978-88-1784-341-6.
- Maria de' Medici. Un'italiana alla corte di Francia (Marie de Médicis: Les désordres de la passion, Paris, 1995), traduzione di Laura Deleidi e Francesco Campana, Collana Saggi stranieri, Milano, Rizzoli, 1996, ISBN 978-88-1784-496-3.
- La regina segreta. Vita di Madame de Maintenon, la donna che amò il Re Sole, traduzione di C. Borella, Collana Saggi stranieri, Milano, Rizzoli, 1997, ISBN 978-88-1784-527-4.

### Prefazioni
- I castelli della Loira, trad. Ezra Nahmad, Genève, Minerva, 1984.

## Riconoscimenti
Académie française
- 1951 - Prix d'Académie per Philippe Égalité, le prince rouge[3]
- 1952 - Prix d'Académie per Dans l'ombre de l'histoire. Souvenirs du prince de Faucigny-Lucinge[3]
- 1954 - Prix d'Académie per Marie-Antoinette[3]
- 1984 - Prix d'Académie per il complesso della sua opera[3]

Prix du Plaisir de Lire
- 1966 - Destins hors séries de l'histoire per L'Aiglon. Napoléon II

## Omaggi
- La Fédération Française des Salons du Livre ha istituito il Prix d'histoire André Castelot per premiare un’opera di divulgazione o un romanzo storico.